# Paramphiascella choi
Paramphiascella choi is een eenoogkreeftjessoort uit de familie van de Miraciidae. De wetenschappelijke naam van de soort is voor het eerst geldig gepubliceerd in 2011 door Chullasorn, Anansatitporn, Kangtia, Klangsin & Jullawateelert.